# Huancayo (provins)
Huancayo (La provincia de Huancayo) är en av de nio provinser som bildar departementet Junín, i centrala Peru. Provinsen gränsar i norr till provinsen Concepción, i öster till provinsen Satipo, i söder till departementet Huancavelica och i väster till provinsen Chupaca.

## Historia
Provinsen bildades den 16 november 1864. Befolkningen uppgår till 595 183 personer (2020).

## Geografi
Provinsens yta uppgår till 4851,09 km².

## Centralort
Provinsens centralort Huancayo, grundad den 1 juni 1572, är den viktigaste staden i centrala bergsområdena i Peru, belägen på en höjd av 3250 m ö.h. i Mantarodalen.

## Distrikt
Provinsen Huancayo indelas i 28 distrikt. Distrikten och deras folkmängd enligt folkräkningen 2017 anges i nedanstående tabell.
| Distrikt                  | Befolkning (2017) |
| ------------------------- | ----------------- |
| Carhuacallanga            | 506               |
| Chacapampa                | 959               |
| Chicche                   | 741               |
| Chilca                    | 91 851            |
| Chongos Alto              | 1 484             |
| Chupuro                   | 1 946             |
| Colca                     | 1 017             |
| Cullhuas                  | 1335              |
| El Tambo                  | 166 359           |
| Huacrapuquio              | 1 366             |
| Hualhuas                  | 5 251             |
| Huancán                   | 24 830            |
| Huancayo                  | 119 993           |
| Huasicancha               | 829               |
| Huayucachi                | 9 800             |
| Ingenio                   | 2 376             |
| Pariahuanca               | 5 130             |
| Pilcomayo                 | 20 055            |
| Pucará                    | 4 748             |
| Quichuay                  | 1 852             |
| Quilcas                   | 3 904             |
| San Agustín               | 15 281            |
| San Jerónimo de Tunán     | 11 601            |
| Saño                      | 6412              |
| Santo Domingo de Acobamba | 6 222             |
| Sapallanga                | 21 096            |
| Sicaya                    | 16 932            |
| Viques                    | 2 639             |
| Total                     | 545 615           |